# Урпек
Урпе́к (каз. Үрпек) — село у складі Амангельдинського району Костанайської області Казахстану. Адміністративний центр Урпецького сільського округу.
Населення — 1111 осіб (2021; 1342 у 2009, 1055 у 1999, 1421 у 1989).